# Rosamund Clifford

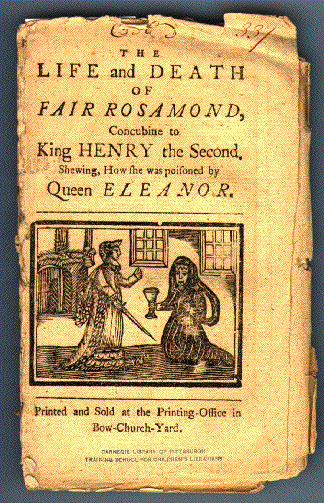
„The Life and Death of Fair Rosamund“ 1755

Rosamund Clifford, eigentlicher Name Jane de Clifford (* um 1150 auf Clifford Castle in Herefordshire; † 1176 im Kloster von Godstow bei Oxford) war eine Mätresse des englischen Königs Heinrich II. Sie wurde wegen ihrer Schönheit auch The Fair Rosamund oder Rose of the World genannt.

## Leben
Rosamund war die jüngste Tochter des Welsh-Marches-Lord Walter FitzRichard de Clifford (1127–1187) und seiner Frau Margaret de Tosny. Sie wuchs mit ihren Schwestern, Amice († 1185) und Lucy († 1195) in Herefordshire auf. Möglicherweise begegnete ihr König Heinrich II. (1133–1189) während eines Feldzugs gegen Wales. Heinrich war für seine zahlreiche Affären bekannt, darunter waren auch Affären Heinrichs mit Frauen aus adeligem Haus. Die Liaison mit Rosamund Clifford wurde öffentlich, als Königin Eleonore von Aquitanien 1173 die Revolte ihrer Söhne unterstützte. Die Gründe für ihre Parteinahme gegen Heinrich sind nicht klar. Vielleicht fühlte sie sich – wie ihre Söhne – von der Macht ausgeschlossen; die Teilnahme an der Revolte ihrer Söhne gegen den Vater als Reaktion auf den Ehebruch wird von den meisten Historikern dagegen ausgeschlossen. Nach der Niederschlagung des Aufstandes wurde Eleonore bis zum Tode Heinrichs II. unter Bewachung gestellt. 1175 dürfte Heinrich eine Scheidung erwogen haben, doch blieb Eleonore Königin. Rosamund zog sich ins Kloster Godstow zurück, wo sie 1176 starb und auch prächtig bestattet wurde. Bischof Hugo von Lincoln ließ aber ihr Grabmal 1191 nach dem Tod Heinrichs II. zerstören.
Seit dem 14. Jahrhundert kursieren Gerüchte, Balladen und Geschichten, wonach Königin Eleonore Rosamund Clifford aus Eifersucht im königlichen Palast zu Woodstock vergiftet habe. Erst im 19. Jahrhundert wurden sie als historisch unhaltbar widerlegt. Die Geschichte von Rosamund Clifford hat mehreren Dichtern Stoff zu Schauspielen gegeben, so Patisson, Joseph Addison, Theodor Körner und Theodor Fontane.

## Nachkommen
Aus den zahlreichen Affären Heinrichs sind mehrere uneheliche Kinder hervorgegangen. In älterer Literatur wird William Longespée, 3. Earl of Salisbury († 1226) gelegentlich als ein Sohn Rosamunds bezeichnet. Diese Ansicht wird von heutigen Historikern nicht mehr geteilt.

## Bildergalerie

Arthur Hughes (1832–1915) – Rosamund Clifford (1854)
John William Waterhouse (1849–1917) – Rosamund Clifford (1860)
Evelyn de Morgan (1855–1919) – Königin Eleonore von Aquitanien konfrontiert Rosamund Clifford in der Laube (1905)